# Laumesfeld
Laumesfeld (fràncic lorenès Laumëschfeld) és un municipi francès situat al departament del Mosel·la i a la regió del Gran Est. L'any 2007 tenia 241 habitants.

## Demografia

### Població
El 2007 la població de fet de Laumesfeld era de 241 persones. Hi havia 84 famílies, de les quals 24 eren unipersonals (4 homes vivint sols i 20 dones vivint soles), 20 parelles sense fills, 36 parelles amb fills i 4 famílies monoparentals amb fills.
La població ha evolucionat segons el següent gràfic:
Habitants censats

### Habitatges
El 2007 hi havia 120 habitatges, 94 eren l'habitatge principal de la família, 11 eren segones residències i 15 estaven desocupats. 104 eren cases i 12 eren apartaments. Dels 94 habitatges principals, 80 estaven ocupats pels seus propietaris, 10 estaven llogats i ocupats pels llogaters i 4 estaven cedits a títol gratuït; 1 tenia una cambra, 2 en tenien dues, 6 en tenien tres, 16 en tenien quatre i 69 en tenien cinc o més. 84 habitatges disposaven pel capbaix d'una plaça de pàrquing. A 37 habitatges hi havia un automòbil i a 46 n'hi havia dos o més.

### Piràmide de població
La piràmide de població per edats i sexe el 2009 era:
| Homes | Edats   | Dones |
| ----- | ------- | ----- |
| 0     | 95 o +  | 0     |
| 0     | 90 a 94 | 0     |
| 4     | 85 a 89 | 4     |
| 0     | 80 a 84 | 8     |
| 4     | 75 a 79 | 4     |
| 4     | 70 a 74 | 0     |
| 8     | 65 a 69 | 8     |
| 4     | 60 a 64 | 4     |
| 12    | 55 a 59 | 8     |
| 0     | 50 a 54 | 0     |
| 16    | 45 a 49 | 4     |
| 0     | 40 a 44 | 20    |
| 4     | 35 a 39 | 4     |
| 8     | 30 a 34 | 4     |
| 0     | 25 a 29 | 0     |
| 8     | 20 a 24 | 8     |
| 0     | 15 a 19 | 4     |
| 4     | 10 a 14 | 4     |
| 4     | 5 a 9   | 4     |
| 8     | 0 a 4   | 0     |

## Economia
El 2007 la població en edat de treballar era de 157 persones, 110 eren actives i 47 eren inactives. De les 110 persones actives 102 estaven ocupades (60 homes i 42 dones) i 8 estaven aturades (2 homes i 6 dones). De les 47 persones inactives 11 estaven jubilades, 12 estaven estudiant i 24 estaven classificades com a «altres inactius».

### Ingressos
El 2009 a Laumesfeld hi havia 92 unitats fiscals que integraven 238 persones, la mediana anual d'ingressos fiscals per persona era de 17.252 €.

### Activitats econòmiques
Dels 8 establiments que hi havia el 2007, 1 era d'una empresa extractiva, 1 d'una empresa de construcció, 1 d'una empresa de comerç i reparació d'automòbils, 1 d'una empresa de transport, 1 d'una empresa immobiliària, 1 d'una empresa de serveis, 1 d'una entitat de l'administració pública i 1 d'una empresa classificada com a «altres activitats de serveis».
L'únic servei als particulars que hi havia el 2009 era un taller de reparació d'automòbils i de material agrícola.
L'any 2000 a Laumesfeld hi havia 9 explotacions agrícoles que ocupaven un total de 285 hectàrees.

## Poblacions més properes
El següent diagrama mostra les poblacions més properes.